# Pere Fradera i Barceló
Pere Fradera i Barceló (Mataró, 1954), és un pintor i dissenyador gràfic nascut a Mataró. Llicenciat en història per la Universitat Autònoma de Barcelona. Durant els anys 1973-74 dissenya la revista clandestina Universitat de l'organització Universitària del PSUC. I des de l'any 1979 treballa com a dissenyador gràfic amb estudi propi.
Professional de reconegut prestigi amb una àmplia trajectòria a institucions públiques i privades. Des de l'any 1989 és professor de Disseny gràfic, Tipografia i Història del disseny de l'Escola Massana, i ha impartit diversos cursos i màsters sobre temes de disseny i comunicació visual per a la Generalitat de Catalunya i la Universitat de Barcelona.
La seva obra artística destaca per la diversitat tècnica i l'experimentació que realitza amb la matèria i les textures, amb una especial predilecció pel collage i la tridimensionalitat. Ha realitzat exposicions individuals a diversos indrets de Catalunya, així com exposicions col·lectives.